# 판룽구

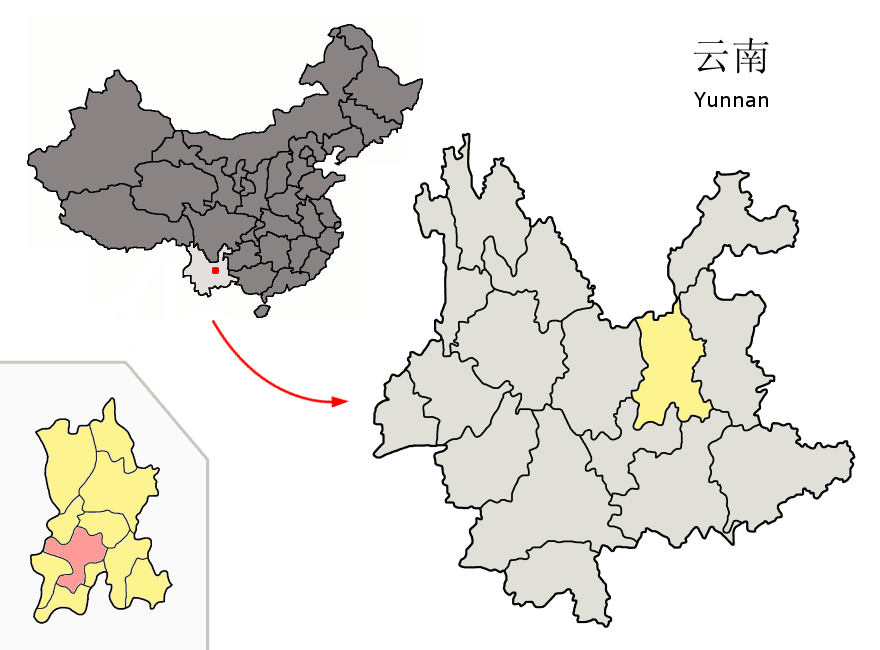
쿤밍 시구의 위치

판룽구(한국어: 반룡구, 중국어: 盘龙区, 병음: Pánlóng Qū)는 중화인민공화국 윈난성 쿤밍 시의 시할구이다. 넓이는 340km2이고, 인구는 2007년 기준으로 420,000명이다.

## 주민
판룽 구는 쿤밍의 시가지로부터 도시 북쪽의 순환 도로까지 뻗어있다. 최근에 도시의 급격한 성장을 수용하기 위한 경계의 변화로 구에는 70만의 인구만 남게 되었다(2006). 절반이 조금 넘는 수가 영구 거주민이고 16만 명의 농촌 이주민이 임시 거주민으로 당국에 등록되어있고 공식적으로 등록되지 않은 떠돌이 노동자가 16만 명 있다. 윈난의 농촌 지역, 쓰촨, 장쑤, 허베이, 신장, 구이저우로부터 이주민이 오고 있다.

## 행정 구역
8개 가도, 2개 향을 관할한다.
- 가도: 东华街道, 拓东街道, 联盟街道, 茨坝街道, 龙泉街道, 鼓楼街道, 金辰街道, 青云街道.
- 향: 双龙乡, 松华乡.